# Црква Вазнесења Господњег у Белобрешки
Црква Вазнесења Господњег је православна црква у месту Белобрешка, жупанија Караш-Северин, Румунија. Припада Епархији темишварској Српске православне цркве. 

## Историја
Према запису из 1757. године црква у Белобрешки је дрвена, посвећена Вазнесењу Господњем и подигнута 1749. године. Запис из 1785. каже да је црква од плетера, дужине 7 клафтера, ширини 2 клафтера и висине 2 клафтера, са сводом од дасака и кровом од шиндре. Две године касније је записисано да је у лошем стању. На месту ове цркве зидана је нова црква од тврдог материјала, камена. Радови су трајали пет или шест година. Црква је завршена 1797. године и била је једна од највећих грађевина у Банатској клисури тога времена. Уз редовне оправке, као и нека дограђивања, о чему сведочи присуство цигле у грађевини, црква је без суштинских измена била до 20. века. Године 1937. уклоњена је зидана олтарска преграда, постављена нова, и осликани су сводови и зидови.
Црква је споља у облику лађе, са лучном олтарском апсидом, унутрашњост има одлике полуземунице јер је под тридесетак центиметара нижи од околног терена. Врата су од храстовине, стара и веома ниска. Посебно масивни стубови и сводови у пронаосу придржавају доксат за хор. Торањ је изграђен изван лађе, са ослонцем на западном зиду и четири спољна стуба, испод којих се образује отворено предворје. У торњу су смештена два звона. Најстарије црквене књиге потичу из 18. века. Очуване су две гробнице у порти, једна граничарска и једна свештеничка, обе из 19. века.

## Иконостас
На иконостасу су радили резбар Јосиф Босиок из Брлишта и сликар Франц Вајнхепл, локални мештанин. Сачувано је неколико појединачних икона из 18. века, чији су аутори зограф Григорије и други непознати сликари.
Од иконостаса су приказане у соклу Повратак блудног сина, Анђео и пророк Захарија, Жртва Аврамова и Неопалина купина, на царским дверима Благовести, на бочним Свети Стефан односно архангел Михаил, престоне иконе Свети Никола, Богородица, Спаситељ и Претеча, празничне иконе Крштење, Вазнесење Христово, Силазак Светог Духа, Исус као дечак у храму, Преображење и Рођење Христово, у луку тематски склоп Распећа, у подножју Крста Тајна вечера и бочно иконе Светих апостола.